# سفارة تونس لدى الكونغو الديمقراطية
سفارة تونس لدى الكونغو الديمقراطية هي البعثة الدبلوماسية لجمهورية تونس لدى جمهورية الكونغو الديمقراطية، وتقع بالعاصمة كينشاسا.